# Bruno Tackels
Bruno Tackels, né le 27 novembre 1965, est un philosophe et critique de théâtre français d'origine belge. 

## Repères biographiques
Ancien élève du collège Saint-Michel situé à Etterbeek (Bruxelles), il dénonce en 2022, quarante ans plus tard, les abus sexuels qu'il y a subi pendant son adolescence.
Docteur en philosophie de l'Université de Strasbourg, où il travaillait sous la direction de Philippe Lacoue-Labarthe, il est un spécialiste de Walter Benjamin et de la théorie moderne de l'œuvre d'art. De 1995 à 2000, il a enseigné l'esthétique au département des arts du spectacle de l'Université de Rennes II.
Il est critique de théâtre pour la revue Mouvement, dont il est membre du comité éditorial, et sur la chaîne de radio publique France Culture, où il est également producteur d'émissions. De 2008 à 2012, il est responsable d'une émission mensuelle, Autour du Plateau, diffusée sur France Culture chaque deuxième jeudi du mois de 22h15 à 23h30. Figure importante des éditions Les Solitaires intempestifs, il y dirige la collection « Essais », qu'il a créée en 2000.
En 2014, il travaillait à la Direction générale de la Création artistique au Ministère de la culture.[réf. nécessaire]
À partir de 2017, Bruno Tackels vit dans les Andes en Colombie.